# Posvjasjjonnyj
Posvjasjjonnyj (russisk: Посвящённый) er en sovjetisk spillefilm fra 1989 af Oleg Teptsov.

## Medvirkende
- Gor Oganisyan som Volodja
- Ljubov Polisjjuk
- Aleksandr Trofimov som Frolov
- Jelena Bragina som Vera
- Sergej Makovetskij som Ljokha